# Karlov
Karlov település Csehországban, a Žďár nad Sázavou-i járásban. Karlov Polnička, Vojnův Městec és Škrdlovice településekkel határos. Lakosainak száma 117 fő (2024. január 1.).

## Népesség
A település lakosságának változását az alábbi diagram mutatja:
| Lakosok száma | 291  | 286  | 235  | 182  | 90   | 80   | 111  | 109  | 112  | 117  |
|               | 1869 | 1890 | 1921 | 1950 | 1980 | 2001 | 2017 | 2019 | 2022 | 2024 |